# Tentazione nel convento
Tentazione nel convento è un dramma teatrale religioso di Giovanni Testori del 1949. Scritto in due versioni e inviato al regista Orazio Costa, non fu mai rappresentato durante la vita dell'autore, nonostante l'interessamento di Luchino Visconti.

## Trama
Suor Marta Solbiati di Arcisate, il cui segno distintivo è la visione mistica (a dodici anni, la Madonna le era apparsa sulla riva del fiume), intraprende una vera e propria lotta con il «male» che assume le forme di un cane. Don Dionigi e la Madre Superiora si interrogano su come gestire la particolare irrequietezza di suor Marta, su come non creare un effetto di contagio sulle altre sorelle. Tutti si sono accorti che qualcosa è accaduto: dal cappellano alla superiora alla vice superiora. La ragazza viene interrogata. Lei stessa si interroga. Finché una notte non comincia ad essere posseduta: il cappellano e le suore prendono l'aspetto di bestie con la coda e le zampe. Lei si munisce di un coltello e va per uccidere il cane. Lo segue fino in fondo al giardino e lì ha luogo un lungo abbraccio tra loro – la scena viene raccontata per cui non si capisce bene di cosa si sia trattato –, poi lei, invece di ucciderlo, si taglia le vene e muore, lasciando ai vivi, quanto mai morti dentro, il compito di inventare una pia bugia che celi al mondo la verità sulla sua morte e riporti il buio nelle coscienze. 

## Poetica
Con questo dramma, che narra la storia di una lotta con Dio, l'autore intendeva approfondire aspetti dell'umano sconosciuti, anche impietosi, mettendo in crisi con una serie di eventi la normale vita di meditazione e preghiera del convento e riuscendo a rendere tangibile il conflitto interiore tra un pensiero critico e le stratificazioni di convenzioni sociali e culturali. Uno sperimentalismo non mirato a giungere alla realtà, a una tipologia di realismo scontata, che parte dalla realtà non tanto per dipingere, ma per vivere.
Dal testo emerge l'estrema carnalità di Testori: nelle immagini (vi compaiono ferite, sangue, visi deturpati, orecchie pendenti, carne «pezzata di fetide piaghe») e genericamente nei contenuti, ma più in particolare nella stessa tessitura verbale che veicola quelle immagini e quei contenuti. La carne è sì condanna ma può volgersi anche in liberazione, al punto che la religiosa pregherà Dio di impossessarsene per darle pace: «Se per me c'è salvezza, entra nella mia carne», quasi per ricondurre la fede al mistero dell'incarnazione: tanto che quando la bestia si impadronisce di lei, suor Marta dice: «Chiusa nell'alveo del suo ventre, mi parve d'essere tornata nella carne stessa di mia madre».
Testori giudicava quest'opera come la più meritevole di rivalutazione tra quelle da lui scritte in gioventù.